# Sphenomorphus zimmeri
Sphenomorphus zimmeri es una especie de escincomorfos de la familia Scincidae.

## Distribución geográfica
Es endémica de montanos de la isla de Célebes (Indonesia).